# Ahmed Douma

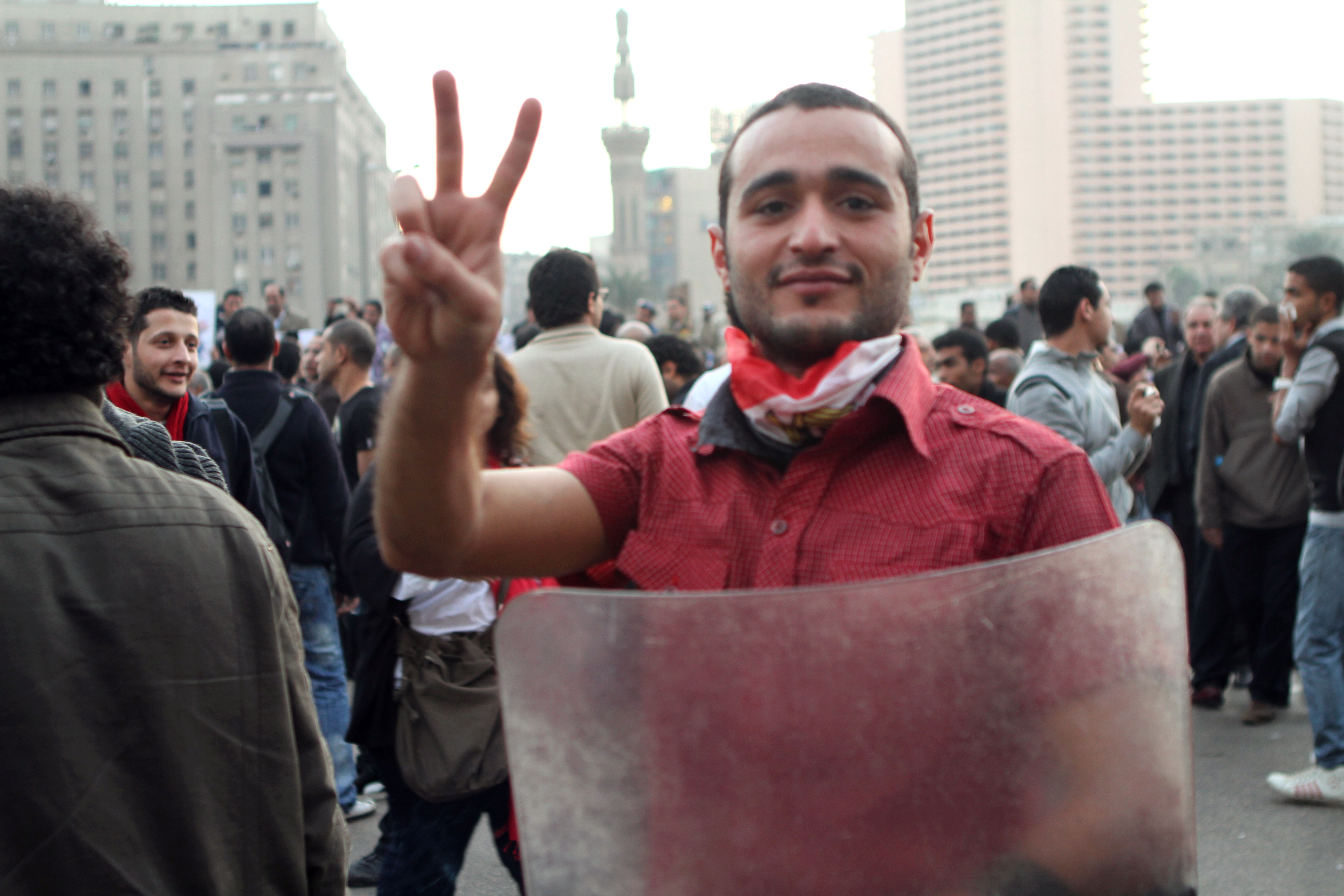
Ahmed Douma, in 2014 in Cairo

Ahmed Douma (Arabisch: أحمد دومة) (Al Buhayrah, 11 september 1985) is een Egyptisch blogger en activist. Hij is lid van de Jeugdbeweging voor Gerechtigheid en Vrijheid. Hij kwam meermaals vast te zitten vanwege politiek activisme en werd in december 2013 opnieuw opgesloten. Hij werd ditmaal veroordeeld tot drie jaar gevangenisstraf vanwege deelname aan een protest waarvoor geen vergunning was aangevraagd.
Hij wordt omschreven als een van de symbolen van de Egyptische Revolutie van 2011.

## Biografie
Van 2005 tot 2008 studeerde Douma aan de American Academy of Computer Science en hierna vervolgde hij zijn studie in de rechten aan de Universiteit van Tanta. In deze tijd werd hij bekend om zijn weblog Sha'ir al-Ikhwan, dat Dichter van de Moslimbroederschap betekent. Zelf was hij tot 2007 ook lid van deze verboden, maar wel gedoogde politieke beweging. Op zijn weblog plaatste hij satirische gedichten en politieke artikelen.
Verder is hij lid van de Jeugdbeweging voor Gerechtigheid en Vrijheid (Harakat Shabab min Agl al-Hurriyya wal-Adala). Vanwege zijn politieke activisme werd hij meermaals gevangengezet. Toen hij in 2010 werd veroordeeld tot drie maanden gevangenisstraf, vanwege het beledigen van politieagenten, kwam hij vervroegd vrij nadat tientallen leden van de jeugdbeweging hadden gedemonstreerd voor zijn vrijlating. In de Egyptische Revolutie van 2011 die leidde tot de val van president Moebarak had hij sinds de eerste dag een actieve rol.
In een televisie-interview gaf Douma toe dat hij tijdens rellen met Molotovcocktails had geworpen naar de politie. Vanwege zijn deelname aan rellen in december 2011 die een tol hadden geëist van 12 doden en 815 gewonden werd in januari 2012 opnieuw gevangengezet. Na drie maanden in de cel te hebben doorgebracht, werd hij begin april vrijgesproken
Vervolgens werd hij in april 2013 opnieuw gevangengezet en veroordeeld tot een gevangenisstraf van zes maanden, nadat hij de toenmalige president en Moslimbroeder Mohamed Morsi had uitgemaakt voor een moordenaar en misdadiger. Nadat de Opperste Raad van de Strijdkrachten (SCAF) de macht na de val van president Morsi weer naar zich toegetrokken had, werd hij op 7 juli 2013, samen met de activisten Nawara Negm en Alaa Abd el-Fattah, vrijgesproken voor deze zaak.
Eind 2012 kwam de SCAF met een vervanger van de grondwet van Morsi met veel elementen uit de islamitische shariawetgeving, maar ook met een verbod op vergunningloze demonstraties. In aanloop naar het referendum over de nieuwe grondwet deed Douma mee aan protesten tegen de invoering ervan. Nadat de nieuwe grondwet ingevoerd was, werden hij en twee prominente leden van de 6 aprilbeweging, Mohammed Adel en Ahmed Maher, in december 2013 opgepakt. In een gezamenlijk proces werden ze begin 2014 aan de hand van de nieuwe grondwet veroordeeld tot een gevangenisstraf van drie jaar, vanwege deelname aan een protest waarvoor geen vergunning was aangevraagd. In februari 2015 werd hij samen met 230 andere activisten tot een levenslange gevangenisstraf veroordeeld. Hij kan nog in hoger beroep.